# Violette Cornelius
Violette Cornelius (Batavia, 17 marzo 1919 – Saint-Maximin-la-Sainte-Baume, 23 gennaio 1998) è stata una fotografa e partigiana olandese.

## Biografia
Figlia maggiore dei due figli del funzionario Marius Julius (1884–1940) e di Constance Cornelia Barth (1886–?), all'epoca distaccato a Batavia, dominio delle Indie orientali olandesi che corrisponde a quella che diverrà, molti anni dopo, la parte antica di Giacarta.
Cornelius visse con la famiglia fino al 1929 tra Batavia e Singapore, successivamente intraprese alcuni viaggi che culminarono nel 1932 nel trasferimento a Ginevra, dove la ragazza frequentò la scuola secondaria e dove ricevette in regalo una Kodak pieghevole. Cinque anni dopo la famiglia decise di trasferirsi a L'Aia, dove vivevano i parenti della madre di Violette. In realtà, Cornelius non avvertiva legami col "suo" paese ed anzi avrebbe voluto ripartire subito dopo aver terminato gli studi. Prese lezioni all'"Accademia di Belle Arti" de L'Aia, però dopo sei mesi si trasferì alla "Nieuwe Kunstschool" di Amsterdam dove venivano insegnati i concetti della Nuova Oggettività e di riflesso del modello Bauhaus. Tra i suoi docenti ci furono Paul Citroen per la pittura e Paul Guermonprez per la fotografia. Nel 1940 suo padre morì in seguito ad una lunga malattia. Il desiderio di viaggiare dovette aspettare a causa dello scoppio della seconda guerra mondiale. Nel 1942 Cornelius sposò il pianista Jan Huckriede.
Cornelius entrò in contatto con la resistenza degli artisti olandesi e con l'ambiente della rivista illegale De Vrije Kunstenaar all'inizio della guerra. Con la guida dello scultore Gerrit van der Veen iniziò la grande produzione di falsificazione di carte d'identità per artisti e combattenti della resistenza da nascondere e da far fuggire dal 1942 in poi. Cornelius, insieme ad un gruppo di artisti ed intellettuali, costituì il nucleo della Persoonsbewijzencentrale (PBC) che falsificò documenti su larga scala. Oltre alle foto per le carte d'identità, fotografò l'attività di resistenza del gruppo, del quale alla fine solo lei e Guusje Rübsaam sopravvissero. La serie fotografica dei dipendenti del PCB è l'unico materiale visivo noto sulla resistenza clandestina degli artisti durante la seconda guerra mondiale: nel 1970 è stata pubblicata un'edizione facsimile della rivista "De Vrije Kunstenaar" 1941-1945. La perdita dei suoi amici artisti le creò un forte contraccolpo sullo stato di salute, anche mentale, specialmente causandole depressione distubi della memoria.
Dopo la guerra Cornelius rinviò i suoi progetti di partire per l'Estremo Oriente a causa della nascita del figlio Florian, nato nel 1946. Invece i rapporti col marito si deteriorano e nel 1949 decisero di separarsi anche se divorzieranno solo nel 1953. Nel frattempo ebbe una relazione dal 1950 al 1956 con Jan Rietveld, figlio di Gerrit Rietveld, grazie al quale entrò nel mondo dell'architettura e del design, in particolare con Aldo van Eyck, Sam van Embden, Herman Haan e la rivista "Forum", che le consentirono di divenire una fotografa di successo per l'architettura continuando la collaborazione anche nel decennio successivo.
Nel 1954 Cornelius incontrò il grafico Jurriaan Schrofer, all'epoca noto designer olandese e due anni dopo i due si misero assieme. Egli ebbe una notevole influenza sul suo linguaggio visivo come si può vedere dai libri che pubblicarono a quattro mani: Delft (1954), De letter op straat (La lettera sulla strada, 1956), Vuur aan Zee (Fuoco in riva al mare, 1958), PTT-De Verbinding (PTT-La connessione, 1962). Su consiglio del fotografo olandese Ed van der Elsken, per realizzare il volume Vuur aan Zee, utilizzò una macchina fotografica 35 mm. Da allora, non avrebbe mai più abbandonato quel formato.
Quando la fotografa Ata Kandó cercò un collega che l'aiutasse a fotografare i rifugiati ungheresi dopo l'invasione sovietica in seguito alla Rivoluzione ungherese del 1956, Violette accettò subito l'invito. Per dieci giorni, fotografarono il flusso di rifugiati al confine austriaco. Una selezione delle foto fu inclusa in un opuscolo ideato da Schrofer ed il cui ricavato fu destinato ai bambini ungheresi.
Al termine della relazione con Schrofer nel 1964, Cornelius intraprese una serie di viaggi assieme all'inglese Sean Wellesley: Iraq, India, Perù, Yemen, Turchia, Kuwait, Amazzonia, Mali e molti altri paesi africani. In particolare lavorò sui processi di urbanizzazione nei paesi in via di sviluppo. Nel 1990 Violette tornò nei Paesi Bassi per un breve periodo, ma ripartì quasi subito per la Francia del sud dove morì. Aveva con sé la valigia carica dei suoi negativi del proprio archivio. La valigia fu recapitata al figlio Florian che la tenne nel soggiorno per anni, quindi fu forse donata al Nederlands Fotomuseum che iniziò a rivalutarne il lavoro. Nel 2008 pubblicò un estratto delle foto dei rifugiati ungheresi e l'amministrazione di Amsterdam le ha dedicato una strada.